# Higher Ground (álbum)
Higher Ground é o vigésimo sétimo álbum de estúdio de Barbra Streisand, lançado em 10 de novembro de 1997 na Europa e no dia seguinte na América do Norte.
Streisand inspirou-se e o dedicou a Virginia Clinton Kelley, que morreu no ano de 1994. Em entrevistas afirmou que a chamava de "minha mãe sulista", porque Kelley “sabia como acalmar com palavras", e quando estavam juntas sempre ouvia dela frases como: "Você sabe o quanto você é preciosa?" e "'Eu te amo", coisas que não ouvia quando morava com seus pais.
Para promovê-lo a canção "Tell Him", na qual faz um dueto com a cantora canadense Celine Dion, foi lançada como single. Em 7 de outubro de 1997, teve sua primeira exibição nas rádios dos Estados Unidos. Originalmente programada para ser lançada em formato físico nos Estados Unidos em 4 de novembro de 1997, devido ao fracasso da faixa no top 40 das rádios. Eventualmente, alcançou o número cinco na parada Billboard Adult Contemporary e número 58 na parada Billboard Radio Songs. Fora dos EUA destacou-se, sobretudo, no Reino Unido onde apareceu como o 33º single mais vendido de 1997.
"Tell Him" foi nomeada para o Grammy Award para melhor vocal pop colaborativo na 40º edição da premiação. Streisand e Dion estavam programadas para fazer seu dueto na cerimônia, no que viria a ser a primeira apresentação ao vivo da música. No entanto, a apresentação foi cancelada devido a Streisand contrair uma gripe.
Comercialmente, o álbum tornou-se o oitavo da cantora a alcançar a primeira posição na Billboard 200, parada musical oficial dos Estados Unidos, e lhe rendeu o título de "única mulher a ter um álbum número um em quatro décadas diferentes". As vendas mundiais superaram as cinco milhões de cópias, tornando-se um dos álbuns mais bem sucedidos de toda a sua carreira.

## Recepção crítica
| Críticas profissionais | Críticas profissionais |
| Avaliações da crítica  | Avaliações da crítica  |
| Fonte                  | Avaliação              |
| ---------------------- | ---------------------- |
| AllMusic               | [ 10 ]                 |
| Entertainment Weekly   | C                      |
| The Guardian           | [ 12 ]                 |
| The Baltimore Sun      | Desfavorável           |

As resenhas dos críticos especializados em música foram, em maioria, desfavoráveis. Stephen Thomas Erlewine, do site AllMusic, avaliou com duas estrelas e meia de cinco e escreveu que apesar de metade das músicas "funcionarem" os arranjos são muito parecidos a ponto de serem difícil de distinguir as faixas. Afirmou que o ponto alto são as interpretações de Streisand, a letra e as melodias de algumas das canções.
Bob Cannon, do site Entertainment Weekly, opinou que "o tratamento persistente de cordas e coro nessas 12 músicas (...) reduz toda a coleção a uma balada longa e exuberante que ficaria mais à vontade nos créditos finais de The Prince of Tides".
J.D. Considine, do jornal The Baltimore Sun, pontuou que "s motivos de Streisand podem ser puros, mas 'Higher Ground' soa como um sermão de auto-engrandecimento sentimental". Ele criticou os vocais de Streisand, sobre os quais afirmou que "[há varios] sussurros melosos, vibrato poderoso e frases grandiosas e crescentes (...) mais a serviço da cantora do que da música. É como se Streisand fosse incapaz de distinguir entre o fogo da fé e sua própria ambição ardente".
Caroline Sullivan, do jornal The Guardian, fez uma análise positiva na qual pontuou que: "Se existem divas, que sejam como Streisand, que simplesmente eclipsa aspirantes como Celine Dion (cujo dueto com Babs, "Tell Him", aparece nos álbuns de ambas). Seu 54º LP., inspirado pela morte de um amigo, diz respeito ao "poder da oração", que a levou a gravar músicas inspiradoras como I Believe e You'll Never Walk Alone. Gloriosamente OTT, ela supera Dion, um coral gospel e orquestras inteiras. Tudo começa um pouco hesitante, mas ela atinge seu ritmo de bater no peito quando chegamos à faixa-título evangelizada, e daí até o final hebraico, Avinu Malkeinu, que ela esgota as músicas e deixa suas cascas para trás. Fab".

## Lista de faixas
- Créditos adaptados do site AllMusic.[10]

| N.º | Título                                | Compositor(es)                                                                              | Duração |  |
| 1.  | "I Believe / You'll Never Walk Alone" | Ervin Drake, Irvin Graham, Jimmy Shirl, Al Stillman / Oscar Hammerstein II, Richard Rodgers | 6:12    |  |
| 2.  | "Higher Ground"                       | Kent Agee, Steve Dorff, George Green                                                        | 4:24    |  |
| 3.  | "At the Same Time"                    | Ann Hampton Callaway                                                                        | 4:18    |  |
| 4.  | "Tell Him"                            | Walter Afanasieff, David Foster, Linda Thompson                                             | 4:52    |  |
| 5.  | "On Holy Ground"                      | Geron Davis                                                                                 | 6:14    |  |
| 6.  | "If I Could"                          | Ken Hirsch, Ron Miller, Marti Sharron                                                       | 4:25    |  |
| 7.  | "Circle"                              | Jud Friedman, Cynthia Weil                                                                  | 4:15    |  |
| 8.  | "The Water Is Wide / Deep River"      | tradicional                                                                                 | 5:33    |  |
| 9.  | "Leading with Your Heart"             | Alan Bergman, Marilyn Bergman, Marvin Hamlisch                                              | 3:33    |  |
| 10. | "Lessons to Be Learned"               | Dorothy Sea Gazeley, Marhsa Malamet, Alan Rich                                              | 4:43    |  |
| 11. | "Everything Must Change"              | Bernard Ighner                                                                              | 4:05    |  |
| 12. | "Avinu Malkeinu"                      | Max Janowski                                                                                | 4:07    |  |

## Tabelas
| Tabela musical (1997)                 | Melhor posição |
| ------------------------------------- | -------------- |
| Austrália (ARIA)                      | 14             |
| Áustria (Ö3 Austria Top 40)           | 42             |
| Bélgica (Ultratop Flandres)           | 22             |
| Bélgica (Ultratop Valônia)            | 12             |
| Canadá (Billboard)                    | 5              |
| Países Baixos (Dutch Charts)          | 5              |
| França (SNEP)                         | 23             |
| Alemanha (Offizielle Deutsche Charts) | 35             |
| Nova Zelândia (RMNZ)                  | 23             |
| Noruega (VG-lista)                    | 16             |
| Spanish Albums (Promusicae)           | 29             |
| Suécia (Sverigetopplistan)            | 34             |
| Suíça (Schweizer Hitparade)           | 15             |
| Reino Unido (UK Albums Chart)         | 12             |
| Estados Unidos (Billboard 200)        | 1              |

| Tabela musical (1997)       | Posição |
| --------------------------- | ------- |
| Australian Albums (ARIA)    | 77      |
| Canada Top Albums/CDs (RPM) | 11      |
| UK Albums (OCC)             | 64      |

| Tabela musical (1998)        | Posição |
| ---------------------------- | ------- |
| Dutch Albums (Album Top 100) | 46      |
| US Billboard 200             | 16      |

## Certificações e vendas
| País                  | Certificação | Vendas certificadas |
| --------------------- | ------------ | ------------------- |
| Austrália (ARIA)      | Platina      | 70,000              |
| Canadá (Music Canada) | 3× Platina   | 300,000             |
| Espanha (Promusicae)  | Ouro         | 50,000              |
| Estados Unidos (RIAA) | 3× Platina   | 3,000,000           |
| Nova Zelândia (RMNZ)  | Ouro         | 7,500               |
| Reino Unido (BPI)     | Ouro         | 100,000             |
| Resumos               |              |                     |
| Mundo                 | —            | 5,000,000           |